# 1814 no Brasil
Esta é uma cronologia dos acontecimentos do ano 1814 no Brasil.

## Nascimentos
- 13 de dezembro de 1814- Anna Justina Ferreira Nery

## Mortes
- 2 de março - António Pereira de Sousa Caldas, poeta e religioso brasileiro (n. 1762).
- 18 de novembro - Aleijadinho, escultor brasileiro (n. 1730).